# Avgustovka
Avgustovka (Августовка) è un paese (Poselok) della Russia.
Appartiene all'Oblast' di Kaliningrad, al rajon di Bagrationovsk e al comune rurale di Dolgorukovo.